# Gonomyia oolyarra
Gonomyia oolyarra är en tvåvingeart som beskrevs av Günther Theischinger 1994. Gonomyia oolyarra ingår i släktet Gonomyia och familjen småharkrankar. Inga underarter finns listade i Catalogue of Life.